# Координатні зони
Координа́тні зо́ни (рос. координатные зоны, англ. coordinate zones, нім. Koordinatzonen f pl) — обмежені двома меридіанами частини земної поверхні, кожна з яких однаково зображується на площині в проєкції Ґаусса. Поверхня референц-еліпсоїда розділена меридіанами на 60 координатних зон шириною кожна за довготою 6°. Гринвіцький меридіан є крайнім західним меридіаном першої зони, і нумерація зон зростає з заходу на схід. Довгота осьового меридіана шестиградусної зони з номером N визначається за формулою L = 6N — 3. Кожна шестиградусна зона утворює самостійну систему плоских прямокутних координат. У межах однієї координатної зони ординати можуть бути додатними (на схід від осьового меридіана) і негативними (на захід від осьового меридіана). Щоб уникнути від'ємних значень ординати, до неї додають 500 000 м і приписують ліворуч номер координатної зони.
При топографічних зйомках масштабу 1:5 000 і крупніше, інженерно-геодезичних і маркшейдерських роботах застосовуються триградусні координатні зони. Перша шестиградусна зона і, перша триградусна зона мають загальний осьовий меридіан з довготою 3°. Довгота L0 осьового меридіана триградусної зони з номером n визначається за формулою L0° = 3n.
На стиках координатної зони беруться смуги перекриття шириною Г за довготою (по 30' в обидва боки від Гринвіцького меридіана), у якій координати пунктів наводяться в двох суміжних зонах.
Переобчислення координат х і у з однієї координатної зони в іншу (сусідню) виконується за спеціальними таблицями.